# Pomnik powstańców wielkopolskich w Rosku
Pomnik powstańców wielkopolskich – mogiła i pomnik upamiętniająca bohaterów powstania wielkopolskiego, zlokalizowana w Rosku (gmina Wieleń), w pobliżu kościoła św. Stanisława, szkoły i plebanii.
Pomnik ufundowany przez lokalnych parafian ma formę steli ze schodkowym szczytem zwieńczonym krzyżem. Po bokach umieszczone są płaskorzeźby wieńców laurowych. W centrum steli wmurowana jest marmurowa płyta upamiętniająca siedmiu powstańców poległych w 1919 (lub później z ran) podczas zaciętych walk w rejonie Roska, kiedy to Niemcy próbowali zaatakować Czarnków od strony Wielenia. Polegli to:
- Jan Stochaj (14.3.1897 - 20.1.1919),
- Franciszek Byczek (22.11.1900 - 4.2.1919),
- Antoni Jarka (12.5.1890 - 7.2.1919),
- Franciszek Nawrot (26.11.1899 - 7.2.1919),
- Franciszek Wieczorek (21.11.1885 - 12.3.1919),
- Franciszek Nawrot (12.11.1900 - 31.5.1919),
- Bolesław Helak (17.4.1897 - 13.11.1920)[2].

Oprócz wymienionych na płycie powstańców pomnik upamiętnia trzy inne osoby, posiadające osobne płyty:
- Zygmunta Wizę - powstańca wielkopolskiego (18.9.1889 - 14.1.1969),
- Stanisława Opasa poległego 22 lutego 1945,
- Jana Rybarczyka - powstańca wielkopolskiego (10.6.1884 - 27.7.1970), odznaczonego Krzyżem Kawalerskim Orderu Odrodzenia Polski[2].